# Lophopoeum fuliginosum
Lophopoeum fuliginosum är en skalbaggsart som beskrevs av Bates 1863. Lophopoeum fuliginosum ingår i släktet Lophopoeum och familjen långhorningar. Inga underarter finns listade i Catalogue of Life.